# Kourdaya
Kourdaya est une localité du Cameroun située dans l'arrondissement de Bogo, le département du Diamaré et la région de l’Extrême-Nord. Elle fait partie du lawanat de Balda.

## Population
En 1975, la localité comptait 717 habitants, dont 676 Arabes et 41 Mousgoum.
Lors du recensement de 2005, on y a dénombré 1 942 personnes.